# دیوار گوری
دیوار گَوری (به انگلیسی: Gawri wall) (به کردی: دیوار گه‌وری) دیواری تاریخی است که در استان کرمانشاه و در نزدیکی مرز دو کشور ایران و عراق در راستای شمال-جنوب کشیده شده‌است.

## نام‌گذاری
اگرچه باستان‌شناسان ایرانی در سال ۱۳۹۸ (۲۰۱۹) از طریق تصاویر ماهواره‌ای به وجود این دیوار پی بردند، اما ساکنان نزدیک به این دیوار از دیرباز آن را با نام دیوار گوری می‌شناختند.

## ویژگی‌ها
طول دیوار گوری ۱۱۵ کیلومتر (۷۱ مایل) است و بدین سبب می‌توان آن را پس از دیوار بزرگ گرگان دومین دیوار دفاعی در ایران دانست. بقایای این دیوار از سمت شمال از کوهستان بمو آغاز شده و در جنوب به روستای ژاومرگ می‌رسد. بقایای دیوار گوری تقریباً یک میلیون متر مکعب سنگ را شامل می‌شود. این سنگ‌ها بوم‌آورد بوده و از کوه‌های اطراف تهیه شده‌است. در برخی نقاط استفاده از ملات گچ قابل تشخیص است. ابعاد دقیق این دیوار مشخص نیست، اما تخمین زده شده که احتمالاً ۴ متر عرض و حدود ۳ متر ارتفاع داشته‌است.

## کاربری
کاربری دیوار گوری به طور دقیق مشخص نیست. احتمال داده می‌شود که یک دیوار دفاعی بوده‌است. همچنین این احتمال داده شده که کاربردی نمادین داشته و نشانه‌ای از مرزهای یک امپراتوری کهن بوده‌باشد.

## قدمت
قدمت دیوار گوری به طور دقیق مشخص نیست. اما با توجه به ظروف سفالین کشف شده در کنار این دیوار، احتمال داده‌شده که قدمت آن به زمانی بین سدهٔ چهارم پیش از میلاد تا سدهٔ ششم پس از میلاد بازگردد و به امپراتوری‌های اشکانی یا ساسانی تعلق داشته‌باشد.

## سابقهٔ کاوش
اگرچه تیم پژوهش ایرانی از پیشینهٔ کاوش‌ها بر روی این دیوار اطلاع نداشته‌اند، اما پس از آنکه سجاد علی‌بیگی دانشجوی دکترای رشته باستان‌شناسی دانشگاه تهران در مقاله‌ای در ژورنال آنتیکیتی (Antiquity) به معرفی دیوار گوری پرداخت، مشخص شد که پیش از این نیز گروهی از باستان‌شناسان به تحقیق بر روی این دیوار پرداخته‌بودند، اما نتایج پژوهش و کاوش آن‌ها در هیچ ژورنالی منتشر نشده‌است.
پس از اعلام کشف دیوار در آبان ۱۳۹۸، امید قادری مدیرکل میراث فرهنگی، گردشگری و صنایع دستی استان کرمانشاه اعلام کرد که این دیوار دست‌کم از ۱۰ سال پیش مورد شناسایی قرار گرفته و باستان‌شناسان کار پژوهش بر روی آن را آغاز کرده‌بوده‌اند. همچنین در منابع عثمانی، و نیز سفرنامهٔ مسیو چریکف در سال ۱۸۵۰ نیز به وجود این دیوار اشاره شده و نتایج پژوهش‌های سجاد علی‌بیگی بر روی دیوار گوری در گردهمایی سالانه باستان شناسی در سال ۱۳۹۵ نیز ارائه شده‌است.
هنری راولینسون نیز در سفرنامهٔ خود که به سال ۱۸۳۶ مربوط می‌شود، به این دیوار اشاره کرده و می‌نویسد:
در ساحل سمت راست، در فاصلۀ یک و نیم مایلی از دره، دیواری از میان خط‌الرأس صخره‌ها کشیده شده که در سمت شمالی شهر به صورت سدی طبیعی به استحکامات شگفت‌آوری شکل داده‌است. این دیوار هم‌اکنون تنها همچون یک خط خاکریز شکسته مثل ساختمان‌های نینوا و بابل به نظر می‌رسد، و من بنابراین نتیجه می‌گیرم که باید مربوط به دوران کلدانیان باشد.
پایگاه خبری علمی لایوساینس در پایان سال ۲۰۱۹ دیوار گوری را به عنوان یکی از ۱۰ کشف بزرگ باستان‌شناسی در آن سال اعلام کرد.